# Каталажка (фильм)
«Каталажка» — советская сатирическая кинокомедия.

## Сюжет
Где-то лет сто назад один нерадивый заключённый бился головой о стенку. В наше время стена тюрьмы рухнула, и, чтобы избежать побега зэков, мэр города при содействии начальника РОВД решает расселить зэков по квартирам тех, кто продолжительное время не платит за коммунальные услуги, а заодно и обнести город колючей проволокой и сделать из него сильно смягчённое подобие каторги.

## В фильме снимались

### В главных ролях
- Евгений Стеблов — Валериан Николаевич, радиоведущий
- Виктор Ильичёв — Забегайло, капитан
- Марина Левтова — Нина
- Игорь Богодух — «Калитка», зэк-стукач
- Александр Демьяненко — председатель горисполкома города Янов
- Ирина Токарчук — Елизавета Савельевна Воробей
- Янислав Левинзон — Жорик Парамустаки, вор-рецидивист

### В ролях
- Павел Степанов — сержант Кацуба
- Владимир Татосов — дед Кацуба
- Александр Пятков — Газдаченко
- Николай Ерофеев — «Максимыч», начальник РОВД, подполковник милиции
- Виктор Уральский — Семён, баянист
- Юрий Соловьёв — Зарайский, следователь
- Игорь Ефимов — Юрий Александрович
- Леонард Саркисов — Бижбармаков, начальник медвытрезвителя
- Нина Антонова — мать Нины
- Николай Шутько — Вадим, отец Нины